# Arc de Triomf de Palmira
L'Arc de Triomf de Palmira fou un antic arc de l'Època romana, d'uns 2.000 anys d'antiguitat, situat a la part arqueològica de la ciutat de Palmira, a Síria.

## Història i arquitectura
Les inscripcions trobades indicaven que va ser construït el segle ii dC sota mandat de Septimi Sever, probablement per celebrar les victòries de l'emperador romà sobre els partians els darrers anys dels 190. L'arc i les pilastres estaven acuradament tallades, amb motius florals, glans, palmeres, i ornaments geomètrics típics sirians. El seu disseny presentava un trec característic: es van duplicar els dos arcs laterals —portes— que tenia a ambdues bandes i se'ls hi donà una orientació diferent a cada parell per tal de minimitzar l'angle de 30 graus que forma la gran columnata, el carrer principal que creuava la ciutat; tenia dues façanes laterals, amb cada parell dels arcs laterals alineats amb cadascuna de les dues seccions del carrer principal, formant una mena de «V», i així l'arc semblava perpendicular a banda i banda.
El 1980 va ser declarat Patrimoni de la Humanitat per la UNESCO dins el conjunt «Lloc de Palmira» i el 20 de juny de 2013 es va incloure a tots els llocs sirians a la llista del Patrimoni de la Humanitat en perill per alertar sobre els riscos a què estaven exposats a causa de la Guerra civil siriana. L'octubre de l'any 2015 fou dinamitat i destruït per l'Estat Islàmic.